# Ка дел Ре (Ређо Емилија)
Ка дел Ре је насеље у Италији у округу Ређо Емилија, региону Емилија-Ромања.
Према процени из 2011. у насељу је живело 21 становника. Насеље се налази на надморској висини од 815 м.